# MacOS
macOS (првобитно Mac OS X, а од 2012. до 2016. OS X) је серија графичких оперативних система заснованих на Јуниксу које развија и продаје Епл. macOS ради само на Мек рачунарима, који од 2002. године долазе већ инсталираним оперативним системом. Наследник је Mac OS-а 9, представљеног 1999, последње верзије тзв. „класичног“ Mac OS-а, који је био примарни Еплов оперативни систем од 1984. године.
Језгро овог оперативног система је базирано на микројезгру Мека 3.0 и сервисима оперативног система јуникс FreeBSD. Садржи везнике (управљачке програме) компатибилне са симетричним процесорима, а графички интерфејс, назван Aqua („Вода“), је засебна целина, одвојена од језгра. Данас се може рећи да је ово један од најмоћнијих оперативних система када је у питању обрада графике и видео снимака, нарочито у професионалне сврхе. Све стандардне јуниксове алатке и скриптни језици се налазе на овом систему и доступни су преко терминала (уређивачи текста Емакс, Ви, Ед, љуске Беш, Tcsh, Zsh и Корн, стандардне команде cp, mv, ls, tar итд, скриптни језици Перл, PHP, Objective-CРуби и Пајтон те уграђена подршка за популарне пакете TCL/ТK, TKInter и WxWidgets). macOS је у првој линији имао за циљ да створи платформу на којој ће програмери, користећи стандардне компилаторе, моћи да развијају софтвер за Еплове платформе.

## Верзије
| Верзија | Кодни назив | Подршка за процесор       | Подршка за апликације          | Кернел    | Датум представљања | Датум пуштања у продају | Најновија верзија                     |
| ------- | ----------- | ------------------------- | ------------------------------ | --------- | ------------------ | ----------------------- | ------------------------------------- |
|         | /           | 32-bit PowerPC            | 32-bit PowerPC                 | 32-bit    | Непознато          | 31. август 1997.        | DR2 (14. мај 1998)                    |
|         |             | 32-bit PowerPC            | 32-bit PowerPC                 | 32-bit    | Непознато          | 16. март 1999.          | 1.2v3 (27. октобар 2000)              |
|         | Непознато   | 32-bit PowerPC            | 32-bit PowerPC                 | 32-bit    | 11. мај 1998.      | 16. март 1999.          | DP4 (5. април 2000)                   |
|         |             | 32-bit PowerPC            | 32-bit PowerPC                 | 32-bit    | Непознато          | 13. септембар 2000.     | Непознато                             |
|         |             | 32-bit PowerPC            | 32-bit PowerPC                 | 32-bit    | Непознато          | 24. март 2001.          | 10.0.4 (22. јун 2001)                 |
|         |             | 32-bit PowerPC            | 32-bit PowerPC                 | 32-bit    | 18. јул 2001.      | 25. септембар 2001.     | 10.1.5 (6. јун 2002)                  |
|         |             | 32/64-bit PowerPC         | 32-bit PowerPC                 | 32-bit    | 6. мај 2002.       | 24. август 2002.        | 10.2.8 (3. октобар 2003)              |
|         |             | 32/64-bit PowerPC         | 32-bit PowerPC                 | 32-bit    | 23. јун 2003.      | 24. октобар 2003.       | 10.3.9 (15. април 2005)               |
|         |             | 32/64-bit PowerPC и Intel | 32/64-bit PowerPC и Intel      | 32-bit    | 4. мај 2004.       | 29. април 2005.         | 10.4.11 (14. новембар 2007)           |
|         |             | 32/64-bit PowerPC и Intel | 32/64-bit PowerPC и Intel      | 32-bit    | 26. јун 2006.      | 26. октобар 2007.       | 10.5.8 (5. август 2009)               |
|         |             | 32/64-bit Intel           | 32/64-bit Intel 32-bit PowerPC | 32/64-bit | 9. јун 2008.       | 28. август 2009.        | 10.6.8 v1.1 (25. јул 2011)            |
|         |             | 64-bit Intel              | 32/64-bit Intel                | 32/64-bit | 20. октобар 2010.  | 20. јул 2010.           | 10.7.5 (19. септембар 2012)           |
|         |             | 64-bit Intel              | 32/64-bit Intel                | 64-bit    | 16. фебруар 2012.  | 25. јул 2012.           | 10.8.5 (12F45) (3. октобар 2013)      |
|         |             | 64-bit Intel              | 32/64-bit Intel                | 64-bit    | 10. јун 2013.      | 22. октобар 2013.       | 10.9.5 (13F1112) (18. септембар 2014) |
|         |             | 64-bit Intel              | 32/64-bit Intel                | 64-bit    | 2. јун 2014.       | 16. октобар 2014.       | 10.10.5 (14F27) (13. август 2015)     |
|         |             | 64-bit Intel              | 32/64-bit Intel                | 64-bit    | 8. јун 2015.       | 30. септембар 2015.     | 10.11.1 (15B42) (21. октобар 2015)    |
|         |             | 64-bit Intel              | 32/64-bit Intel                | 64-bit    | 13. јун 2016       | 20. септембар 2016.     | 10.12.5 (16F73) (15. мај 2017)        |
|         |             | 64-bit Intel              | 32/64-bit Intel                | 64-bit    | 5. јун 2017.       | Непознато               |                                       |

Унутар Епла, свака нова верзија macOS-а је идентификована користећи број градње (енгл. build number). По Епловим правилима прва верзија софтверског производа почиње са верзијом 1А1. Мање промене се означавају повећањем друге цифре (1А2, 1А3, 1А4 итд.), док се прва већа промјена означава повећањем словне ознаке за једно место у абецеди (1B1, 1B2, итд.). Кад се искористе сва слова за веће промјене, онда се мења прва бројка. Промене у словима називају „мањим издањима“ (енгл. minor releases). Тако нпр. прва градња Пантера (10.3) је била 7А1, док је прва верзија издата јавности била 7B85, а задња (10.3.9) 7W98. Међутим, прва верзија Тигра (10.4) је била градња 8А1. Кад је верзија стабилна и за издавање јавности онда добија јавни број, нпр. 10.4.1.
10.4.4 је прва верзија macOS-а за архитектуре PPC (градња 8G32) и Интел (градња 8G127). Све претходне верзије су имале одговарајућу верзију за Интел, али нису никада објављиване у јавности нити продаване корисницима.